# Скрягин, Лев Николаевич
Лев Никола́евич Скря́гин (1930—2000) — советский моряк, переводчик, писатель-маринист, автор многочисленных журнальных и газетных публикаций, очерков, а также книг на историко-морские темы. Внёс огромный вклад в популяризацию морского дела.

## Биография
Лев Николаевич Скрягин родился 4 августа 1930 года в семье потомственных моряков.
С десятилетнего возраста около семи лет с весны 1941 по 1947 годы жил в Соединённых Штатах Америки. Его отец — Николай Алексеевич Скрягин, капитан 2-го ранга, 12 марта 1941 года приказом наркома ВМФ Н. Г. Кузнецова был назначен военно-морским атташе при посольстве СССР в Вашингтоне.
Вернувшись в СССР Лев Скрягин окончил Ленинградское военно-морское подготовительное училище, ходил матросом на судах рыбопромыслового тралового флота на Севере.
В совершенстве владел английским языком, с 17 лет — профессиональный переводчик.
В 1961 году в издательстве «Морской транспорт» вышла первая книга Льва Скрягина «По следам морских катастроф». Позже она выдержала 6 переизданий за рубежом.
Плавал 13 месяцев с Джоном Кеннеди Финлеем — капитаном-экстрамастером крупнейших в мире лайнеров, многому у него научился. За это время записал четыре тетради своего словаря морского жаргона.
В дальнейшем как представитель Всесоюзного объединения «Судоимпорт» и переводчик неоднократно привлекался для работы с иностранными делегациями, выезжал за рубеж. Работал в таких странах, как США, Англия, Греция, Кувейт, Куба, Индия, Иран, Ирак, Япония. С 1966 по 1980 годы совершил три кругосветных плавания на судах, проданных на экспорт В/О «Судоимпорт». Посетил 26 стран, 74 порта.
Одно время являлся специальным корреспондентом журналов «Вокруг света», «Техника — молодёжи», «Морской флот». Помимо 15 книг опубликовал более 500 очерков.
Самые известные книги Льва Скрягина — «Якоря» и «Морские узлы», которые неоднократно переиздавали и до сих пор используют в качестве учебных пособий.
Последние годы жил с женой в Москве, получая скромную пенсию. Домашними питомцами были пять котов с военно-морскими кличками. Эпизодически материально помогали близкие друзья. Практически до последних дней продолжал работать, составляя фундаментальный труд — словарь английских морских идиом, разделы которого публиковали малыми порциями в ежемесячнике «Морской флот». В результате тяжёлой болезни полностью лишился голоса. Умер 21 ноября 2000 года; похоронен в Москве на Кузьминском кладбище.

## Семья
- Отец — капитан 1-го ранга Николай Алексеевич Скрягин в предвоенные годы закончил разведшколу ГРУ в Красково в Подмосковье, прошёл стажировку в Лондоне. Американский разведчик Ладислав Фараго, автор книги «Война умов — анализ шпионажа и разведки XX века», так написал о Николае Скрягине: «Работая в Штатах более шести лет он ни разу не скомпрометировал себя и был одним из самых результативных русских разведчиков». Похоронен в Москве на Кузьминском кладбище.
- Прадед — адмирал Сергей Александрович Скрягин (1844—?), автор книг «Война со Швецией», «Сборник приказов и инструкций адмиралов» (1898)[1] и других военно-исторических работ[2].

## Основные публикации
- Скрягин Л. Н. По следам морских катастроф. — М.: Морской транспорт, 1961. — 252 с. — 50 000 экз.
- Скрягин Л. Н. История якоря. — М.: Морской транспорт, 1962. — 104 с. — 6000 экз.
- Скрягин Л. Н. По следам морских катастроф. — (2-е изд.). — М.: Транспорт, 1965. — 256 с. — 100 000 экз.
- Скрягин Л. Н. Сокровища погибших кораблей / Предисл. канд. ист. наук В. Самаркина; Послесл. В. Скурлатова. — М.: Молодая гвардия, 1968. — 144 с. — (Бригантина). — 100 000 экз.
- Скрягин Л. Н. Книга о якорях / Обл. худож. В. Г. Первова. — М.: Транспорт, 1973. — 128 с. — 20 000 экз.
- Скрягин Л. Н. Тайны морских катастроф. — М.: Транспорт, 1978. — 432 с. — 50 000 экз.
- Скрягин Л. Н. Якоря. — 2-е изд., перераб. и доп. — М.: Транспорт, 1979. — 384 с. — 50 000 экз.
- Скрягин Л. Н. Морские узлы: Учебное пособие. — М.: Транспорт, 1982. — 112 с. — 30 000 экз.
- Скрягин Л. Н. Морские узлы: Учебное пособие для учащихся средних ПТУ / Рец.: И. А. Ман(†), Ю. Н. Шереметьев, Г. В. Смирнов. — 2-е изд. — М.: Транспорт, 1984. — 112 с. — 100 000 экз.
- Скрягин Л. Н. Тайны морских катастроф[3] — 2-е изд. — М.: Транспорт, 1986. — 368 с. — 250000 экз.
- Скрягин Л. Н. Последний SOS «Вольтурно» / Рец. М. В. Бурханов; Худож. А. В. Кузнецов. — М.: Мысль, 1989. — 272 с. — 100 000 экз. — ISBN 5-244-00446-8.
- Скрягин Л. Н. Как пароход погубил город: Очерки о катастрофах на реках, озёрах и в портах. — М.: Транспорт, 1989. — 272 с. — 125 000 экз. — ISBN 5-277-01037-8.
  - Скрягин Л. Н. Как пароход погубил город: Очерки о катастрофах на реках, озёрах и в портах. — М.: Транспорт, 1990. — 272 с. — 150 000 экз. — ISBN 5-277-01037-8.
- Скрягин Л. Н. Гибель «Титаника»: Крупнейшие катастрофы в истории мореплавания. — М.: Московский рабочий, 1991. — 224 с. — 50 000 экз. — ISBN 5-239-01326-8.
- Скрягин Л. Н. Человек за бортом / Ред. Е. В. Сербиновская; Рец. В. И. Носыхин; Обл. худож. А. А. Медведева. — М.: Транспорт, 1992. — 320 с. — 30 000 экз. — ISBN 5-277-00763-6.
- Скрягин Л. Н. Морские узлы / Рец.: И. А. Ман, Ю. Н. Шереметьев, Г. В. Смирнов. — 3-е изд., доп. — М.: Транспорт, 1994. — 128 с. — 50 000 экз. — ISBN 5-277-01807-7.
- Скрягин Л. Н. Считаются пропавшими без вести: Об исчезновении кораблей / Сост. И. Г. Харченко. — М.: Современник, 1996. — 288, [16] с. — (Антология тайн, чудес и загадок). — 16 000 экз. — ISBN 5-270-01818-7.
- Скрягин Л. Н. 300 катастроф, которые потрясли мир: Катастрофы на воде. — М.: Современник, 1996. — 272, [32] с. — (Антология тайн, чудес и загадок). — 16 000 экз. — ISBN 5-270-01933-7.
- Скрягин Л. Н. Тайны «Летучего Голландца». — М.: Вече, 2000. — 400 с. — (Великие тайны). — 10 000 экз. — ISBN 5-7838-0653-6.
- Скрягин Л. Н. Якоря. — 3-е изд., стер. — М.: Транспорт, 2001. — 384 с. — 7000 экз. — ISBN 5-277-02259-7.
- Скрягин Л. Н. Затонувшие сокровища. — М.: Транспорт, 2002. — 256 с. — 5000 экз. — ISBN 5-277-02262-7.
- Скрягин Л. Н., Каланов Н. А. Англо-русский словарь морских идиом и жаргона. — М.: Моркнига, 2013. — 250 с. — (Энциклопедия морской культуры). — 1200 экз. — ISBN 978-5-903081-91-2.